# デジモンストーリー
『デジモンストーリー』（DIGIMON STORY）は、2006年6月15日にバンダイナムコゲームスより発売されたニンテンドーDS用ゲームソフト。ジャンルは育成RPG。アニメ『デジモンセイバーズ』の関連作品およびそのシリーズ作品。本項は初代『デジモンストーリー』について扱う。

## 概要
時は近未来。デジタルワールドとデジモンの存在の噂を聞いた主人公は、放課後に学校のパソコンを使っていると突如デジタルワールドに来てしまう。そしてクラヴィスエンジェモン（本編のストーリーではCVエンジェモンと表記される）をはじめとするデジモンたちの元で、デジファームでデジモンを育成したり、起きた事件や謎解き、育てるデジモンのリクエスト、そして正体不明の敵などを通じ、さまざまなフィールドで戦闘を行っていく。エンカウントで出現する敵デジモンは、スキャンデータを集めるとコンバートをして新たな自分のデジモンを増やすことが出来る。
『デジモンフロンティア』を除き、『デジモンセイバーズ』を含む、デジモンシリーズのアニメの主人公勢のレギュラーデジモンたちが全員登場する（進化体は全ては出ていない）。大門大、トーマ、ヨシノといったDATSのメンバー、四聖獣、七大魔王も登場。
ニンテンドーWi-Fiコネクションを使うことによって、遠く離れた場所のプレイヤーと対戦や、デジモンのマッチングをしてデジタマをつくることができる。

## 進化・退化システム
旧来のゲームは進化すると基本的に退化せず、また進化して退化を繰り返すゲームが存在しても、それは特定のデジモンへ、しかも短時間である場合が多かった。しかし、本作品においては、進化と退化を繰り返すことができ、進化にもいくつか分岐があることが特徴としてあげることができる。進化・退化を繰り返すとレベルの上限やステータスが上がり、何度も繰り返せば全てのステータスを最大まで成長させることも可能となっている。

## デジファーム
本作品のもうひとつの特徴として、デジファーム（以下ファーム）が挙げられる。ファームは、パーティ以外のデジモンを任意に配置することができ、特訓用アイテムとして、ステータスや、技の属性の抵抗値、各種族の経験値などを上昇させるグッズを配置できる。またファームは複数持つことができ、用途によって配置するアイテム、デジモンでカテゴリ分けして使うなど、色々な活用法がある。また、ファームに預けたデジモンは、時に置かれたグッズで、プレイヤーがいない間に特訓をすることがあり、これらの特訓の経過が、一定時間ごとにプレイヤーに送られてくる（見るのは任意である）。プレイヤーがファームを訪れている最中は、デジモンに話しかける、デジモンを特訓する、進化や退化、おねがいクエストを行うことが可能である。

## 戦闘
戦闘は戦術のとおり、各ダンジョンでエンカウントで出現する。前述のスキャンデータは敵デジモンと遭遇することでたまっていき、戦闘での勝敗は関係ない。敵デジモンは、1～5体が一度に現れ、5つあるレンジにそれぞれ配置される。味方デジモンは1～3体で、パーティは6体のため、3体は控えとなる。戦闘中はデジモンのすばやさが高い順に行動ができ、行動のコマンドは次のとおり。
- たたかう - デジモンに4つまで装備できる装備技と、固有の必殺技のなかから技を選び発動する。
- いどう - 味方デジモンのレンジを移動、または控えデジモンと交代する。
- アイテム - 手持ちのアイテムを使う。
- まもる - 特定のデジモンのダメージを減らすことができる。
- にげる - 戦闘から逃げ出す。

## シリーズ一覧
デジモンストーリー サンバースト&ムーンライト
2007年3月29日発売。
デジモンストーリー ロストエボリューション
2010年7月1日発売。
デジモンストーリー 超クロスウォーズ レッド/ブルー
2011年3月3日発売。
デジモンストーリー サイバースルゥース
2015年3月12日発売。
デジモンストーリー サイバースルゥース ハッカーズメモリー
2017年12月14日発売。
デジモンストーリー タイムストレンジャー
2025年10月2日発売予定。